# Juustinmäki
Juustinmäki este o arie protejată (arie specială de conservare — SAC, sit de importanță comunitară — SCI, arie de protecție specială avifaunistică — SPA) din Finlanda întinsă pe o suprafață de 32 ha, integral pe uscat.

## Localizare
Centrul sitului Juustinmäki este situat la coordonatele 61°42′56″N 25°51′46″E / 61.7156°N 25.8628°E.

## Înființare
Situl Juustinmäki a fost declarat sit de importanță comunitară în august 1998 pentru a proteja 5 specii de animale. Alte tipuri de protecție:
- arie de protecție specială avifaunistică (în august 1998)[2]
- arie specială de conservare (în aprilie 2015)[1][3][4]

## Biodiversitate
Situată în ecoregiunea boreală, aria protejată conține 2 habitate naturale: Taiga vestică, Mlaștini împădurite.
La baza desemnării sitului se află mai multe specii protejate:
- păsări (4): cocoșul de mesteacăn (Bonasa bonasia), șorecarul comun (Buteo buteo), muscar (Ficedula parva), ciocănitoare verzuie (Picus canus)
- mamifere (1): veveriță zburătoare siberiană (Pteromys volans)

Pe lângă speciile protejate, pe teritoriul sitului au mai fost identificate 1 specie de păsări, 4 specii de nevertebrate, 1 specie de pești.